# FontBook
FontBook – kompendium czcionek w twardej oprawie wydane przez FSI FontShop International i zredagowane przez Erika Spiekermanna, Jürgena Sieberta i Mai-Linh Thi Truong. Wydane w 1991 roku, i zmieniane cztery razy, uzyskało swoją ostateczną wersję we wrześniu 2006 roku. Czwarta edycja zawiera próbki 32 000 czcionek z 90 międzynarodowych odlewni. Ponadto w odniesieniu do rodzajów czcionek, FontBook zawiera także historyczne odniesienia (takie jak nazwisko autora czcionki, data jej powstania) i odsyłacze do czcionek o podobnym kroju.
W lipcu 2011 roku FSI opublikował pierwszą cyfrową wersję FontBooka. Aplikacja na iPada zawiera 620 000 próbek krojów czcionek ze 110 odlewni.